# Tipula (Schummelia) tanyrhina
Tipula (Schummelia) tanyrhina is een tweevleugelige uit de familie langpootmuggen (Tipulidae). De soort komt voor in het Oriëntaals gebied.